# 崔智贤
崔智贤（谚文：최지현，1994年3月9日—），是韩国女子短道速滑运动员。她是2010年世界青年短道速滑锦标赛全能冠军。

## 职业生涯
在2010年世界少年短道速滑锦标赛中，崔智贤获得四个单项和全能冠军。她是第一个在世界少年短道速滑锦标赛500米比赛获得金牌的韩国女运动员。

## 资料来源
- 国际滑冰联盟官方资料(英文)
- 崔智贤-国际滑冰联盟（ISU）